# Bolesław Potocki
Bolesław Potocki herbu Pilawa (ur. 1805, zm. 1896) – syn Stanisława Szczęsnego i Zofii, jego trzeciej żony. Brat przyrodni Aleksandra, Włodzimierza, Mieczysława i Zofii Kisielewowej. Związany z Niemirowem i Bohopolem; w tym pierwszym reaktywował zamkniętą po powstaniu listopadowym szkołę dla szlachty (później reorganizowaną na gimnazjum) oraz założył pensję dla dziewcząt, w tym drugim zaś ufundował szkołę czteroklasową. Z Niemirowa uczynił ważny ośrodek życia kulturalnego, na koncerty przyjeżdżał tam m.in. Ferenc Liszt.